# Conistra brigensis
Conistra brigensis är en fjärilsart som beskrevs av Jean Baptiste Boisduval 1840. Conistra brigensis ingår i släktet Conistra och familjen nattflyn. Inga underarter finns listade i Catalogue of Life.